# ما یکسان خواهیم شد
«ما یکسان خواهیم شد» (به ترکی استانبولی: Aynı Olabiliriz) تک‌آهنگی از گروه موسیقی آلترناتیو راک مانگا است که در سال ۲۰۱۰ میلادی منتشر شد و نماینده ترکیه در یوروویژن ۲۰۱۰ بود که به رتبه دوم دست یافت.